# عقب‌نشینی هرگز ۲: نابودی
عقب‌نشینی هرگز ۲: نابودی (به انگلیسی: Never Back Down 2: The Beatdown) یک فیلم رزمی آمریکایی محصول سال ۲۰۱۱ با بازی و کارگردانی مایکل جای وایت می‌باشد. این فیلم دنباله‌ای بر فیلم عقب‌نشینی هرگز (۲۰۰۸) می‌باشد و قسمت سوم این فیلم در سال ۲۰۱۶ با عنوان عقب‌نشینی هرگز: تسلیم‌ناپذیر منتشر شد.

## بازیگران
- ایوان پیترز
- دین گایر
- الکس_مراز
- تاد دووف
- اسکات اپستین
- جیلیان مورای
- مایکل_جای_وایت
- لورا کایوت
- لیتو ماچیدا
- ادی براوو

## تولید
فیلمبرداری در سپتامبر ۲۰۱۰ شروع شد و در نوامبر ۲۰۱۰ در بتن‌روژ، لوئیزیانا به پایان رسید. با بودجه ۳ میلیون دلاری.

## رسانه‌های خانگی
این فیلم به صورت دی‌وی‌دی در تاریخ ۱۳ سپتامبر ۲۰۱۱ از سوی شرکت سونی پیکچرز منتشر شد.

## دنباله سازی
قسمت بعدی این فیلم در سال ۲۰۱۶ با نام عقب‌نشینی هرگز: تسلیم‌ناپذیر عرضه شد.